# Nati nel 1842
| Questa pagina contiene informazioni ricavate automaticamente dalle voci biografiche con l'ausilio del template Bio e di un bot. L'aggiornamento è periodico e automatico e ricostruisce completamente la pagina. Se manca una persona in questa lista, sei pregato di non aggiungerla, ma accertati piuttosto che la sua voce biografica contenga il template Bio e che i dati anagrafici siano correttamente compilati. Se il template Bio manca, inseriscilo tu stesso o, in alternativa, metti l'avviso {{tmp\|Bio}} che ne segnala la mancanza. Se i dati riportati sono sbagliati, correggi direttamente la voce biografica; le modifiche saranno visibili in questa lista entro pochi giorni. Per chiarimenti vedi il progetto biografie. La lista contiene solo le 454 persone che sono citate nell'enciclopedia e per le quali è stato implementato correttamente il template Bio. Pagina aggiornata al 18 ago 2025. |

## Gennaio(40)
- 1º gennaio - Luigi Bellincioni, architetto italiano († 1929)
- 1º gennaio - Richard Henn Collins, avvocato irlandese († 1911)
- 3 gennaio - Mark Guy Pearse, predicatore e scrittore inglese († 1930)
- 4 gennaio - Benedetto Capponi Giulii, politico italiano († 1891)
- 5 gennaio - Karl Oswald Victor Engler, chimico tedesco († 1925)
- 6 gennaio - Clarence King, geologo e alpinista statunitense († 1901)
- 6 gennaio - Eugenio Popovich, patriota, giornalista e avvocato italiano († 1931)
- 7 gennaio - Vincenzo Giordano Zocchi, scrittore italiano († 1877)
- 8 gennaio - François Pollen, naturalista olandese († 1886)
- 9 gennaio - Melchiorre Voli, politico italiano († 1894)
- 10 gennaio - Luigi Pigorini, archeologo e politico italiano († 1925)
- 11 gennaio - William James, psicologo e filosofo statunitense († 1910)
- 11 gennaio - Filippo Savorgnan di Brazzà, politico italiano († 1925)
- 12 gennaio - Teoberto Maler, esploratore e archeologo austriaco († 1917)
- 12 gennaio - Francesco Parona, medico e politico italiano († 1907)
- 13 gennaio - Felice Barnabei, archeologo e politico italiano († 1922)
- 13 gennaio - Ivan Aleksandrovič Chudjakov, etnografo e rivoluzionario russo († 1876)
- 15 gennaio - Josef Breuer, medico austriaco († 1925)
- 15 gennaio - Paul Lafargue, rivoluzionario, giornalista e scrittore francese († 1911)
- 15 gennaio - Mary MacKillop, religiosa australiana († 1909)
- 16 gennaio - Wilhelm Emil Fein, inventore e imprenditore tedesco († 1898)
- 17 gennaio - François Henri Hallopeau, dermatologo francese († 1919)
- 17 gennaio - Józef Sebastian Pelczar, vescovo cattolico polacco († 1924)
- 18 gennaio - Onorato Caetani, nobile e politico italiano († 1917)
- 19 gennaio - Achille Afan de Rivera, generale e politico italiano († 1904)
- 19 gennaio - Konrad Eubel, francescano e storico tedesco († 1923)
- 21 gennaio - Albert Dumont, grecista e archeologo francese († 1884)
- 21 gennaio - Alferd Packer, assassino statunitense († 1907)
- 22 gennaio - Marie von Schleinitz, mecenate tedesca († 1912)
- 24 gennaio - Bruno Chimirri, politico italiano († 1917)
- 24 gennaio - August Mustel, organista e inventore francese († 1919)
- 26 gennaio - François Coppée, poeta, drammaturgo e scrittore francese († 1908)
- 27 gennaio - Alix von Cotta, docente britannica († 1931)
- 27 gennaio - Karl Dziatzko, bibliotecario e filologo classico tedesco († 1903)
- 27 gennaio - Archip Ivanovič Kuindži, pittore russo († 1910)
- 27 gennaio - Eugenio Prati, pittore italiano († 1907)
- 28 gennaio - Alexander-Jacques Chantron, pittore francese († 1918)
- 28 gennaio - Alessandro Nelli, imprenditore italiano
- 29 gennaio - Giovanni Celoria, astronomo e politico italiano († 1920)
- 30 gennaio - Dario Mattei Gentili, arcivescovo cattolico italiano († 1912)

## Febbraio(38)
- 1º febbraio - Vladimir Donatovič Orlovskij, pittore ucraino († 1914)
- 1º febbraio - Alessandrina di Prussia, principessa prussiana († 1906)
- 3 febbraio - Léon Glaize, pittore francese († 1931)
- 3 febbraio - Sidney Lanier, poeta e musicista statunitense († 1881)
- 3 febbraio - Giuseppe Paulon, patriota italiano
- 4 febbraio - Giuseppe Bertolotti, presbitero e teologo italiano († 1931)
- 4 febbraio - Georg Brandes, critico letterario e filosofo danese († 1927)
- 4 febbraio - Riccardo Luzzatto, patriota, avvocato e politico italiano († 1923)
- 4 febbraio - Calcedonio Reina, pittore e poeta italiano († 1911)
- 4 febbraio - Hugo Schuchardt, linguista tedesco († 1927)
- 7 febbraio - Refia Sultan, principessa ottomana († 1880)
- 7 febbraio - Alexandre Ribot, politico francese († 1923)
- 8 febbraio - Ulisse Barbieri, drammaturgo, scrittore e patriota italiano († 1899)
- 9 febbraio - Friedrich Bezold, medico tedesco († 1908)
- 9 febbraio - Cosimo De Giorgi, medico italiano († 1922)
- 10 febbraio - Agnes Mary Clerke, astronoma e scrittrice irlandese († 1907)
- 11 febbraio - Erik Gustaf Boström, politico svedese († 1907)
- 11 febbraio - Francesco Niola, arcivescovo cattolico italiano († 1920)
- 11 febbraio - Antonio Ponsiglioni, economista e politico italiano († 1907)
- 12 febbraio - Anatole Leroy-Beaulieu, storico e saggista francese († 1912)
- 12 febbraio - Michael Joseph Rossbach, farmacologo tedesco († 1894)
- 14 febbraio - Luciano Bucci, vescovo cattolico e francescano italiano († 1900)
- 14 febbraio - Pasquale Del Giudice, giurista e politico italiano († 1924)
- 14 febbraio - Edoardo Pantano, politico, patriota e scrittore italiano († 1932)
- 15 febbraio - Manuel Ferraz de Campos Sales, avvocato e politico brasiliano († 1912)
- 15 febbraio - Pietro Ghiani Mameli, banchiere e politico italiano († 1923)
- 15 febbraio - Pompilio Grandi, politico e avvocato italiano († 1929)
- 17 febbraio - Antonio Salmoria, fantino italiano
- 18 febbraio - Charles Emory Smith, politico e giornalista statunitense († 1908)
- 20 febbraio - Joseph Victor Widmann, scrittore, giornalista e critico letterario svizzero († 1911)
- 23 febbraio - Eduard von Hartmann, filosofo tedesco († 1906)
- 23 febbraio - Carl Liebermann, chimico tedesco († 1914)
- 24 febbraio - Arrigo Boito, letterato, librettista e compositore italiano († 1918)
- 24 febbraio - Émile Brugsch, egittologo e archeologo tedesco († 1930)
- 25 febbraio - Ida Lewis, statunitense († 1911)
- 25 febbraio - Karl May, scrittore tedesco († 1912)
- 26 febbraio - Nikolaus Dürkopp, imprenditore tedesco († 1918)
- 26 febbraio - Camille Flammarion, astronomo, editore e divulgatore scientifico francese († 1925)

## Marzo(35)
- 1º marzo - Jules Dubois, velista francese († 1910)
- 1º marzo - Nikolaos Gysis, pittore greco († 1901)
- 1º marzo - Wilhelm Jordan, scienziato tedesco († 1899)
- 1º marzo - Rafael Guastavino Moreno, architetto spagnolo († 1908)
- 2 marzo - Enrique Gaspar, scrittore e diplomatico spagnolo († 1902)
- 6 marzo - Pierre Berton, attore e commediografo francese († 1912)
- 7 marzo - Georg Friedrich Knapp, economista tedesco († 1926)
- 8 marzo - Joseph Hansen, ballerino e coreografo belga († 1907)
- 8 marzo - Ettore Pedotti, politico e generale italiano († 1919)
- 10 marzo - George Croom Robertson, filosofo scozzese († 1892)
- 11 marzo - Leandro N. Alem, avvocato, politico e rivoluzionario argentino († 1896)
- 11 marzo - Amos Bernini, politico italiano († 1909)
- 11 marzo - Nicolaus Kleinenberg, zoologo e medico tedesco († 1897)
- 12 marzo - Francisco Domingo Marqués, pittore spagnolo († 1920)
- 13 marzo - Joseph Boussinesq, matematico francese († 1929)
- 16 marzo - Giovanni Smirich, archeologo e pittore dalmata († 1929)
- 18 marzo - Stéphane Mallarmé, poeta, scrittore e drammaturgo francese († 1898)
- 20 marzo - Francis Buchanan White, botanico e entomologo scozzese († 1894)
- 20 marzo - Charley Reynolds, esploratore statunitense († 1876)
- 21 marzo - Adriano Caserotti, francescano e missionario italiano († 1900)
- 21 marzo - Adalbert Geheeb, botanico tedesco († 1909)
- 22 marzo - Mykola Vіtalіjovyč Lysenko, compositore, pianista e direttore d'orchestra ucraino († 1912)
- 22 marzo - Carl Rosa, produttore teatrale tedesco († 1889)
- 23 marzo - Friedrich Amelung, scacchista e compositore di scacchi estone († 1909)
- 23 marzo - Robert Brown, scienziato, esploratore e scrittore scozzese († 1895)
- 23 marzo - Federico Colajanni, politico italiano
- 24 marzo - Gabrielle Krauss, soprano austriaco († 1906)
- 25 marzo - Antonio Fogazzaro, scrittore e poeta italiano († 1911)
- 26 marzo - Alexandre Saint-Yves d'Alveydre, medico francese († 1909)
- 26 marzo - Eugenio Torelli Viollier, giornalista e editore italiano († 1900)
- 28 marzo - Bartolomeo Bacilieri, cardinale e vescovo cattolico italiano († 1923)
- 28 marzo - Edward Scofield, politico e militare statunitense († 1925)
- 29 marzo - Émile Boisseau, scultore francese († 1923)
- 29 marzo - Friedrich von Hellwald, geografo e storico austriaco († 1892)
- 30 marzo - John Fiske, filosofo e storico statunitense († 1901)

## Aprile(23)
- 1º aprile - Sebastián Vidal y Soler, botanico spagnolo († 1889)
- 2 aprile - Domenico Savio, santo italiano († 1857)
- 3 aprile - Katherine Stanley, nobildonna e attivista inglese († 1874)
- 4 aprile - Édouard Lucas, matematico francese († 1891)
- 4 aprile - Francesco Vespignani, architetto italiano († 1899)
- 7 aprile - Pierre Louis Jean Ivolas, naturalista francese († 1908)
- 7 aprile - Maurice Rouvier, politico francese († 1911)
- 8 aprile - Elizabeth Bacon Custer, scrittrice statunitense († 1933)
- 9 aprile - William Franklin Draper, imprenditore, diplomatico e politico statunitense († 1910)
- 11 aprile - Edmond Audran, compositore francese († 1901)
- 11 aprile - Henry Brudenell-Bruce, V marchese di Ailesbury, politico e ufficiale inglese († 1911)
- 11 aprile - Arturo Issel, scienziato, geologo e paleontologo italiano († 1922)
- 12 aprile - Paul Splingaerd, belga († 1906)
- 14 aprile - Adna Chaffee, generale statunitense († 1914)
- 14 aprile - Catherine Eddowes, inglese († 1888)
- 14 aprile - Alberto Errera, patriota e storico italiano († 1894)
- 16 aprile - Cesare Tarditi, militare e politico italiano († 1913)
- 18 aprile - Antero de Quental, poeta, filosofo e scrittore portoghese († 1891)
- 20 aprile - John Murphy Farley, cardinale e arcivescovo cattolico irlandese († 1918)
- 26 aprile - François Hennebique, imprenditore francese († 1921)
- 26 aprile - Giovanni Paladino, fisiologo e politico italiano († 1917)
- 28 aprile - Gastone d'Orléans, nobile francese († 1922)
- 29 aprile - Karl Millöcker, compositore e direttore d'orchestra austriaco († 1899)

## Maggio(24)
- 1º maggio - Agostino Della Sala Spada, scrittore e giornalista italiano († 1913)
- 2 maggio - Felix Victor Birch-Hirschfeld, patologo tedesco († 1899)
- 2 maggio - Costantino Dall'Argine, compositore e direttore d'orchestra italiano († 1877)
- 4 maggio - Luis Aldunate, politico e avvocato cileno († 1903)
- 4 maggio - Pasquale Cordopatri, politico italiano († 1921)
- 5 maggio - Johann Nepomuk Fuchs, compositore e direttore d'orchestra austriaco († 1899)
- 5 maggio - Giuseppe Partini, architetto italiano († 1895)
- 5 maggio - Heinrich Martin Weber, matematico tedesco († 1913)
- 7 maggio - Isala Van Diest, medica e attivista belga († 1916)
- 8 maggio - Emil Christian Hansen, micologo danese († 1909)
- 12 maggio - Rudolf Kaltenbach, ginecologo tedesco († 1893)
- 12 maggio - Jules Massenet, compositore, pianista e organista francese († 1912)
- 13 maggio - Arthur Sullivan, compositore britannico († 1900)
- 13 maggio - Giuseppe Terrabugio, musicista, organista e docente italiano († 1933)
- 15 maggio - Ludovico Vittorio d'Asburgo-Lorena, principe austriaco († 1919)
- 17 maggio - August Thyssen, imprenditore tedesco († 1926)
- 18 maggio - Domenico Battaglia, pittore italiano
- 22 maggio - Elena Raffalovich, pedagogista russa († 1918)
- 23 maggio - Maria Konopnicka, poetessa, scrittrice e saggista polacca († 1910)
- 25 maggio - Helen Blackburn, attivista britannica († 1903)
- 26 maggio - Oluf Tostrup, orafo norvegese († 1882)
- 26 maggio - Eugeniu Voinescu, diplomatico e pittore rumeno († 1909)
- 28 maggio - Theodore Ayrault Dodge, ufficiale, storico e imprenditore statunitense († 1909)
- 31 maggio - Hugo Magnus, oculista e storico tedesco († 1907)

## Giugno(30)
- 1º giugno - Christoph Friedrich Blumhardt, teologo e politico tedesco († 1919)
- 2 giugno - Albert Ladenburg, chimico tedesco († 1911)
- 3 giugno - Giovanni Goiran, militare e politico italiano († 1914)
- 6 giugno - Nunzio Aula, imprenditore e politico italiano († 1924)
- 6 giugno - Steele MacKaye, attore teatrale e inventore statunitense († 1894)
- 6 giugno - Ettore Regalia, antropologo, paleontologo e psicologo italiano († 1914)
- 6 giugno - Enrico Sertoli, fisiologo italiano († 1910)
- 7 giugno - Adolf Bayersdorfer, storico dell'arte, scacchista e compositore di scacchi tedesco († 1901)
- 8 giugno - Giorgio Spezia, ingegnere e mineralogista italiano († 1911)
- 9 giugno - Ernesto II di Lippe-Biesterfeld, nobile tedesco († 1904)
- 10 giugno - Jean-Jules-Antoine Lecomte du Nouÿ, pittore e scultore francese († 1923)
- 10 giugno - Francesco Spirito, avvocato, patriota e politico italiano († 1914)
- 11 giugno - Alfredo del Liechtenstein, politico austriaco († 1907)
- 12 giugno - Rikard Nordraak, compositore norvegese († 1866)
- 13 giugno - Adolph Emmerling, chimico tedesco († 1906)
- 13 giugno - Édouard Otlet, imprenditore e politico belga († 1907)
- 15 giugno - Thomas F. Byrnes, investigatore statunitense († 1910)
- 15 giugno - Otto Schmidt, politico tedesco († 1910)
- 16 giugno - David Herold, criminale statunitense († 1865)
- 18 giugno - António Mendes Bello, cardinale e patriarca cattolico portoghese († 1929)
- 19 giugno - Carl Zeller, compositore austriaco († 1898)
- 21 giugno - Luigi Wimmer, patriota e ingegnere italiano († 1883)
- 22 giugno - João Barbosa Rodrigues, ingegnere, naturalista e botanico brasiliano († 1909)
- 22 giugno - Ernest Hamy, medico, antropologo e etnologo francese († 1908)
- 24 giugno - Ambrose Bierce, scrittore, giornalista e aforista statunitense
- 24 giugno - Antonio Dal Favero, scultore e pittore italiano († 1908)
- 25 giugno - Eloy Alfaro, politico ecuadoriano († 1912)
- 28 giugno - León Abadías y Santolaria, pittore spagnolo († 1894)
- 29 giugno - Josef Labor, pianista, organista e compositore boemo († 1924)
- 30 giugno - Johannes Gad, fisiologo e neurologo tedesco († 1926)

## Luglio(29)
- 2 luglio - Charles Chaillé-Long, esploratore statunitense († 1917)
- 2 luglio - Albert Hecht, banchiere, mercante e collezionista d'arte francese († 1889)
- 2 luglio - Alfred Nicolas Rambaud, storico francese († 1905)
- 3 luglio - Hermann Breymann, filologo e pedagogista tedesco († 1910)
- 3 luglio - Otto Stolz, matematico austriaco († 1905)
- 4 luglio - Hermann Cohen, filosofo tedesco († 1918)
- 9 luglio - Clara Louise Kellogg, soprano statunitense († 1916)
- 10 luglio - Giulio Podesti, architetto italiano († 1909)
- 11 luglio - Carl von Linde, ingegnere tedesco († 1934)
- 11 luglio - Robert Warburton, militare († 1899)
- 13 luglio - Bronisław Markiewicz, religioso e presbitero polacco († 1912)
- 13 luglio - Paul Friedrich Meyerheim, pittore, illustratore e grafico tedesco († 1915)
- 14 luglio - William Barbey, ingegnere svizzero († 1914)
- 16 luglio - Evgenij Karlovič Albrecht, violinista russo († 1894)
- 17 luglio - Georg von Schönerer, politico austriaco († 1921)
- 18 luglio - Ferdinando Ongania, editore italiano († 1911)
- 19 luglio - Alfred von Sallet, numismatico tedesco († 1897)
- 20 luglio - Hieronymus Ferdinand Rudolf von Colloredo-Mansfeld, politico e nobile austriaco († 1881)
- 20 luglio - Alfred de Rothschild, banchiere, collezionista d'arte e filantropo britannico († 1918)
- 21 luglio - Louis Tauzin, pittore francese († 1915)
- 22 luglio - Carlo Buttini, avvocato e politico italiano († 1901)
- 24 luglio - Antonina Ivanovna Abarinova, mezzosoprano, contralto e attrice teatrale russa († 1901)
- 24 luglio - Domenico Vallino, alpinista e fotografo italiano († 1913)
- 25 luglio - Matthew Ridley, I visconte Ridley, politico inglese († 1904)
- 25 luglio - Daniel Paul Schreber, giurista e scrittore tedesco († 1911)
- 26 luglio - Berthold Delbrück, linguista e filologo tedesco († 1922)
- 26 luglio - Alfred Marshall, economista inglese († 1924)
- 27 luglio - Giovanni Cairoli, patriota italiano († 1869)
- 30 luglio - Auguste Bouché-Leclercq, storico francese († 1923)

## Agosto(32)
- 3 agosto - Vittorio Asinari di Bernezzo, generale e patriota italiano († 1923)
- 5 agosto - Ferdinand Keller, pittore tedesco († 1922)
- 9 agosto - Liberato Turchi, fantino italiano
- 11 agosto - Robert Brown Elliott, politico e avvocato statunitense († 1884)
- 12 agosto - Enrico Curati, politico italiano († 1906)
- 12 agosto - Domenico Lovisato, geologo e paleontologo italiano († 1916)
- 13 agosto - Albert Sorel, storico francese († 1906)
- 14 agosto - Paolo Carucci, storico italiano († 1925)
- 14 agosto - Jean Gaston Darboux, matematico francese († 1917)
- 15 agosto - Ferenc Csepreghy, commediografo ungherese († 1880)
- 15 agosto - Alberto Giovannini, compositore italiano († 1903)
- 15 agosto - William A. Tilden, chimico britannico († 1926)
- 16 agosto - Jakob Rosanes, scacchista e matematico ucraino († 1922)
- 17 agosto - Hugo Egmont Hørring, politico danese († 1909)
- 20 agosto - Betsy Baker, supercentenaria britannica († 1955)
- 21 agosto - Eugenio Oliveri, politico italiano († 1925)
- 22 agosto - Paul Guillaume, storico e archivista francese († 1914)
- 22 agosto - Lorenzo Tottoli, prefetto e politico italiano († 1928)
- 23 agosto - Karl Theodor von Heigel, storico tedesco († 1915)
- 23 agosto - Osborne Reynolds, fisico e ingegnere britannico († 1912)
- 24 agosto - Édouard Joseph Alexander Agneessens, pittore belga († 1885)
- 25 agosto - Édouard Louis Trouessart, zoologo francese († 1927)
- 26 agosto - Adele Bianchi, geografa italiana
- 26 agosto - Heinrich Quincke, medico tedesco († 1922)
- 28 agosto - Heinrich Heydemann, archeologo e filologo tedesco († 1889)
- 29 agosto - Ernest Michaux, inventore francese († 1882)
- 30 agosto - Victor Alphonse Duvernoy, compositore e pianista francese († 1907)
- 30 agosto - Aleksandra Aleksandrovna Romanova, nobile russa († 1849)
- 31 agosto - Adolf Pinner, chimico tedesco († 1909)
- 31 agosto - Mary Corinna Putnam Jacobi, medico e docente statunitense († 1906)
- 31 agosto - Josef Riehl, ingegnere austriaco († 1917)
- 31 agosto - Josephine St. Pierre Ruffin, giornalista, editrice e attivista statunitense († 1924)

## Settembre(40)
- 1º settembre - Giacomo Martinetti, pittore italiano († 1910)
- 3 settembre - Ambrogio Campiglio, ingegnere italiano († 1918)
- 3 settembre - John Devoy, politico e rivoluzionario irlandese († 1928)
- 3 settembre - Friedrich Adalbert Maximilian Kuhn, botanico tedesco († 1894)
- 5 settembre - Max von Bock und Polach, generale prussiano († 1915)
- 5 settembre - Louis Bouwmeester, attore olandese († 1925)
- 6 settembre - Victor-Onésime-Quirin Laurans, vescovo cattolico francese († 1911)
- 7 settembre - Ulderico Levi, militare, politico e filantropo italiano († 1922)
- 7 settembre - Maria Josefa Sancho de Guerra, religiosa spagnola († 1912)
- 7 settembre - Knud Johannes Vogelius Steenstrup, geologo e esploratore danese († 1913)
- 7 settembre - Johannes Zukertort, scacchista polacco († 1888)
- 8 settembre - Juan José Carrillo, politico statunitense († 1916)
- 8 settembre - Eugenio Cecconi, pittore italiano († 1903)
- 8 settembre - Teignmouth Melvill, militare britannico († 1879)
- 9 settembre - Elliott Coues, storico e ornitologo statunitense († 1889)
- 12 settembre - Marianne Brandt, contralto austriaco († 1921)
- 12 settembre - François-Xavier Gillot, micologo e botanico francese († 1910)
- 13 settembre - Guglielmo Ciardi, pittore italiano († 1917)
- 13 settembre - Edoardo Porro, ginecologo e politico italiano († 1902)
- 13 settembre - Jan Maurycy Paweł Puzyna de Kosielsko, cardinale e vescovo cattolico polacco († 1911)
- 14 settembre - Wilhelm Olivier Leube, medico tedesco († 1922)
- 15 settembre - Carl Diercke, cartografo tedesco († 1913)
- 15 settembre - Carl Klein, mineralogista e cristallografo tedesco († 1907)
- 15 settembre - Giovanni Lucchini, politico italiano († 1916)
- 15 settembre - Galdric Verdaguer, militare francese († 1872)
- 16 settembre - Eugenio Giuseppe Conti, pittore italiano († 1909)
- 18 settembre - Girolamo Caruso, agronomo italiano († 1923)
- 18 settembre - Laura Towne Merrick, mecenate statunitense († 1926)
- 20 settembre - James Dewar, fisico e chimico britannico († 1923)
- 20 settembre - Diomede Falconio, cardinale e arcivescovo cattolico italiano († 1917)
- 20 settembre - Charles Lapworth, geologo britannico († 1920)
- 20 settembre - Eudoxe-Irénée-Edouard Mignot, arcivescovo cattolico francese († 1918)
- 21 settembre - Abdul Hamid II, sultano ottomano († 1918)
- 21 settembre - Abdullah Muhammad Shah II di Perak, sovrano malese († 1922)
- 22 settembre - Henri Émile Sauvage, paleontologo e ittiologo francese († 1917)
- 24 settembre - Emma Livry, ballerina francese († 1863)
- 26 settembre - Fritz Ulysse Landry, medaglista svizzero († 1927)
- 29 settembre - Michele Bertetti, avvocato e politico italiano († 1929)
- 30 settembre - Luigi Bernardi Patrizi, politico italiano († 1916)
- 30 settembre - Pëtr Grigor'evič Zaičnevskij, rivoluzionario russo († 1896)

## Ottobre(39)
- 1º ottobre - Giovanni Ceruti, ingegnere e architetto italiano († 1907)
- 1º ottobre - Charles Cros, poeta, inventore e scrittore francese († 1888)
- 1º ottobre - Auguste-René-Marie Dubourg, cardinale e arcivescovo cattolico francese († 1921)
- 2 ottobre - José C. Paz, politico, giornalista e filantropo argentino († 1912)
- 3 ottobre - Leopoldo Minesso, avvocato, giornalista e politico italiano († 1913)
- 6 ottobre - Eugen Bormann, epigrafista e filologo classico tedesco († 1917)
- 6 ottobre - Felice Cavallotti, politico, poeta e drammaturgo italiano († 1898)
- 6 ottobre - Gustave Fagniez, storico e archivista francese († 1927)
- 7 ottobre - Bronson Howard, commediografo, drammaturgo e giornalista statunitense († 1908)
- 7 ottobre - Giovanni Salemi-Pace, architetto e ingegnere italiano († 1930)
- 8 ottobre - Ferdinand Humbert, pittore francese († 1934)
- 9 ottobre - Coriolano Ponza di San Martino, generale, politico e saggista italiano († 1926)
- 12 ottobre - Adolf Marschall von Bieberstein, politico tedesco († 1912)
- 12 ottobre - Emil Cohen, mineralogista tedesco († 1905)
- 12 ottobre - Henry Gréville, scrittrice francese († 1902)
- 12 ottobre - Edmund Pfleiderer, filosofo tedesco († 1902)
- 13 ottobre - Antonio Pasculli, oboista e compositore italiano († 1924)
- 13 ottobre - Giuseppe Triani, magistrato, avvocato e politico italiano († 1917)
- 13 ottobre - Enrico Uziel, patriota italiano († 1860)
- 14 ottobre - Francesco Rapisardi, architetto, scrittore e poeta italiano († 1936)
- 15 ottobre - Eugenio Cais di Pierlas, storico italiano († 1900)
- 15 ottobre - Wilhelm Stiassny, architetto austro-ungarico († 1910)
- 16 ottobre - Antonino Fantosati, vescovo cattolico e missionario italiano († 1900)
- 17 ottobre - Leontina Papà, attrice teatrale e attrice cinematografica italiana († 1922)
- 17 ottobre - Otto Friedrich Bernhard von Linstow, zoologo tedesco († 1916)
- 19 ottobre - Francesco Cocco-Ortu, politico italiano († 1929)
- 22 ottobre - Annie Louise Cary, contralto statunitense († 1921)
- 23 ottobre - Severino Casana, ingegnere e politico italiano († 1912)
- 23 ottobre - Carmelo Palladino, anarchico italiano († 1886)
- 24 ottobre - Nikolaj Menšutkin, chimico russo († 1907)
- 24 ottobre - Friedrich Paul Nerly, pittore italiano († 1919)
- 26 ottobre - Vasilij Vasil'evič Vereščagin, pittore russo († 1904)
- 27 ottobre - Clarence Bicknell, esperantista, matematico e religioso britannico († 1918)
- 27 ottobre - Giovanni Giolitti, politico italiano († 1928)
- 27 ottobre - Louis Grégori, giornalista francese († 1910)
- 27 ottobre - Charles Lyttelton, VIII visconte Cobham, nobile e politico inglese († 1922)
- 28 ottobre - Anna Elizabeth Dickinson, docente, scrittrice e oratrice statunitense († 1932)
- 28 ottobre - Louis-Henri-Joseph Luçon, cardinale e arcivescovo cattolico francese († 1930)
- 29 ottobre - Isabella Skinner Clarke-Keer, farmacista britannica († 1926)

## Novembre(32)
- 1º novembre - Stojan Novaković, politico e diplomatico serbo († 1915)
- 3 novembre - Francesco Gasco, politico e naturalista italiano († 1894)
- 4 novembre - Olof Arborelius, pittore svedese († 1915)
- 7 novembre - Hermann Lossen, chirurgo tedesco († 1909)
- 8 novembre - Eugen Gura, baritono austriaco († 1906)
- 9 novembre - Giuseppe Basso, fisico e matematico italiano († 1895)
- 9 novembre - Edwin Johnson, storico inglese († 1901)
- 10 novembre - Gialdino Gialdini, compositore italiano († 1919)
- 10 novembre - Andrea Terzi, pittore e scultore italiano († 1918)
- 11 novembre - Giulio Marino, italiano († 1901)
- 11 novembre - Mario Pratesi, scrittore italiano († 1921)
- 11 novembre - Aleksandra Žukovskaja, nobildonna russa († 1899)
- 12 novembre - Ōyama Iwao, generale e politico giapponese († 1916)
- 12 novembre - Tomasa Ortiz Real, religiosa spagnola († 1916)
- 12 novembre - Franciszka Siedliska, religiosa polacca († 1902)
- 12 novembre - John William Strutt Rayleigh, fisico britannico († 1919)
- 14 novembre - Friedrich Erismann, igienista e oculista svizzero († 1915)
- 16 novembre - Carlo Michel, imprenditore italiano († 1915)
- 16 novembre - Hannibal Sehested, politico danese († 1924)
- 19 novembre - Vincenz Czerny, ginecologo e chirurgo tedesco († 1916)
- 20 novembre - Cesare Parenzo, avvocato e politico italiano († 1898)
- 21 novembre - Francesco Filomusi Guelfi, giurista e politico italiano († 1922)
- 22 novembre - Vittorio Dabormida, generale italiano († 1896)
- 22 novembre - José-Maria de Hérédia, poeta francese († 1905)
- 23 novembre - Ferdinand Julian Egeberg, militare norvegese († 1921)
- 25 novembre - Madeleine Brès, medico francese († 1921)
- 26 novembre - Alfred Caldicott, compositore britannico († 1897)
- 26 novembre - Amalia Dupré, scultrice italiana († 1928)
- 27 novembre - Nikolaj Konstantinovič Michajlovskij, critico letterario e sociologo russo († 1904)
- 28 novembre - Carl Otto Harz, micologo e farmacista tedesco († 1906)
- 29 novembre - William Blake Richmond, artista, artigiano e designer britannico († 1921)
- 29 novembre - William Evelyn Cameron, politico statunitense († 1927)

## Dicembre(38)
- 1º dicembre - Tamatoa V, re († 1881)
- 2 dicembre - Charles Alcock, calciatore, arbitro di calcio e crickettista inglese († 1907)
- 2 dicembre - Antonio Cao Pinna, ingegnere e politico italiano († 1928)
- 2 dicembre - Robert Collett, zoologo norvegese († 1913)
- 3 dicembre - Phoebe Hearst, statunitense († 1919)
- 3 dicembre - Edward Pierson Ramsay, ornitologo e naturalista australiano († 1916)
- 3 dicembre - Ellen Swallow Richards, ingegnere e chimica statunitense († 1911)
- 4 dicembre - Franz Xaver Wernz, gesuita tedesco († 1914)
- 5 dicembre - Pierre-Louis Péchenard, vescovo cattolico e storico francese († 1920)
- 7 dicembre - Otto Ammon, antropologo tedesco († 1916)
- 7 dicembre - Jules Grison, compositore e organista francese († 1896)
- 8 dicembre - Alphonse Louis Nicolas Borrelly, astronomo francese († 1926)
- 8 dicembre - Gregor Csiky, drammaturgo e scrittore ungherese († 1891)
- 8 dicembre - Adelaide Tessero, attrice teatrale italiana († 1892)
- 9 dicembre - Pëtr Alekseevič Kropotkin, filosofo russo († 1921)
- 11 dicembre - Adolf Čech, direttore d'orchestra ceco († 1900)
- 14 dicembre - Camillo Mezzanotte, politico italiano († 1909)
- 14 dicembre - Charles Otis Whitman, etologo, biologo e docente statunitense († 1910)
- 15 dicembre - William Henry Power, medico britannico († 1916)
- 16 dicembre - Giacinto De Vecchi Pieralice, storico, archeologo e scrittore italiano († 1906)
- 16 dicembre - William Gowland, ingegnere e archeologo britannico († 1922)
- 16 dicembre - Friedrich Julius Rosenbach, microbiologo e medico tedesco († 1923)
- 17 dicembre - Nils Forsberg, pittore svedese († 1934)
- 17 dicembre - Ernest Lavisse, storico francese († 1922)
- 17 dicembre - Sophus Lie, matematico norvegese († 1899)
- 18 dicembre - Roberto Calai Marioni, vescovo cattolico italiano († 1920)
- 18 dicembre - Antonino D'Antona, medico e politico italiano († 1913)
- 19 dicembre - Luigi Guanella, presbitero italiano († 1915)
- 22 dicembre - Augusto Vittorio Vecchi, storico, scrittore e marinaio italiano († 1932)
- 23 dicembre - Hermann zu Solms-Laubach, botanico tedesco († 1915)
- 24 dicembre - Nicola D'Arienzo, compositore italiano († 1915)
- 25 dicembre - Julia Widgrén, fotografa finlandese († 1917)
- 26 dicembre - Laura Gonzenbach, scrittrice e etnologa italiana († 1878)
- 27 dicembre - Augusta Eugenia di Urach, nobile tedesca († 1916)
- 28 dicembre - Calixa Lavallée, musicista e compositore canadese († 1891)
- 28 dicembre - Angelico Lipani, presbitero e religioso italiano († 1920)
- 30 dicembre - Osman Hamdi Bey, pittore e archeologo ottomano († 1910)
- 31 dicembre - Giovanni Boldini, pittore italiano († 1931)

## Senza giorno specificato(54)
- Ralph Abercromby, meteorologo britannico († 1897)
- Ḥají Ákhúnd, iraniano († 1910)
- Banesinhji Jaswantsinhji, principe indiano († 1881)
- Robert Henry Bartlett, fotografo neozelandese († 1911)
- Eugène Baudouin, pittore e incisore francese († 1893)
- Gualberta Alaide Beccari, attivista e scrittrice italiana († 1906)
- Ernesto Bellandi, pittore, decoratore e illustratore italiano († 1916)
- Giuseppe Bres, scrittore e critico d'arte italiano († 1924)
- Thomas Bridges, missionario e linguista britannico († 1898)
- William Clark, arciere statunitense († 1913)
- Tito Conti, pittore italiano († 1924)
- Emilio Costantini, pittore e mercante d'arte italiano († 1926)
- Giulio Costantino, presbitero italiano († 1915)
- Hippolyte Camille Delpy, pittore francese († 1910)
- Piero Donnini, politico italiano († 1897)
- Stephanos Dragoumis, politico, magistrato e scrittore greco († 1923)
- Viktor von Ebner, anatomista austriaco († 1925)
- Raffaello Giusti, editore e tipografo italiano († 1905)
- Lorenzo Gori, scultore italiano († 1923)
- Leopold Hoffer, scacchista e giornalista inglese († 1913)
- Edwin Holmes, astronomo inglese († 1919)
- Henry Hyndman, politico britannico († 1921)
- Hugues Imbert, musicologo, critico musicale e scrittore francese († 1905)
- John Marsh, calciatore e crickettista inglese († 1880)
- John Gerrard Keulemans, pittore e illustratore olandese († 1912)
- Lat Dior, sovrano senegalese († 1886)
- Edward Tucker Leeke, presbitero britannico († 1925)
- Christian Lundeberg, politico svedese († 1911)
- Louis-Charles Malassez, medico francese († 1909)
- Angelo Manzini, avvocato e politico italiano († 1909)
- Francesco Paolo Materi, politico italiano († 1910)
- Luciano Mereu, patriota italiano († 1907)
- Girolamo Nattino, pittore italiano († 1913)
- Carlo Alberto Navone, ingegnere, storico e politico italiano († 1919)
- Thorsten Nordenfelt, inventore svedese († 1920)
- Mariano Padilla y Ramos, baritono spagnolo († 1906)
- Giuseppe Pisati, fisico italiano († 1891)
- Carlo Pizzi, pittore italiano († 1909)
- Enrico Prati, pittore e scenografo italiano († 1913)
- Thomas Wemyss Reid, editore e biografo inglese († 1905)
- Pauline Rita, soprano e attrice britannica († 1920)
- Federico Stella, attore teatrale, drammaturgo e impresario teatrale italiano († 1927)
- Konstandìnos Sàthas, bizantinista greco († 1914)
- Süleyman Seyyid, pittore ottomano († 1913)
- Francesco Tarducci, scrittore e storico italiano († 1935)
- Hermine Tauscher-Geduly, alpinista, scrittrice e fotografa ungherese († 1923)
- Cesare Tronconi, scrittore e giornalista italiano († 1890)
- Franklin Távora, scrittore brasiliano († 1888)
- John Willson Vermillion, poliziotto e pistolero statunitense († 1911)
- Matt Wilson, calciatore nordirlandese († 1897)
- Wu Tingfang, diplomatico e politico cinese († 1922)
- Yuxian, politico cinese († 1901)
- Giovanni Battista Zitti, patriota italiano († 1904)
- Alexander von Brill, matematico tedesco († 1935)